# Vetési boglárka
A vetési boglárka (Ranunculus arvensis) a boglárkavirágúak (Ranunculales) rendjébe, ezen belül a boglárkafélék (Ranunculaceae) családjába tartozó faj.

## Előfordulása
A vetési boglárka eredeti előfordulási területe Európa volt, azonban az ember betelepítette Észak-Amerikába és Ausztráliára is, ahol gyorsan inváziós fajjá vált.

## Megjelenése
Ez a boglárka 20–40 centiméter magas, egyéves növény. Szára mereven felálló, felső része ágas. A tőlevelek hosszú lapát alakúak, háromosztatúak vagy épek és csak csúcsuk bemetszett, a szárlevelek rövid nyelűek. A szár csúcsa bogas elágazású, az elágazások végén ülnek a virágok. A virág 1,5-1,8 centiméter átmérőjű, citromsárga. A csésze zöldes, tojásdad, a kocsánnyal együtt szőrös.

## Életmódja
Manapság főleg a szántóföldeken található meg. Eredetileg a mezők és nedves területek növénye. Május-június környékén virágzik.

## Fordítás
- Ez a szócikk részben vagy egészben  a   Ranunculus arvensis című angol Wikipédia-szócikk ezen változatának fordításán alapul.  Az eredeti cikk szerkesztőit annak laptörténete sorolja fel. Ez a jelzés csupán a megfogalmazás eredetét és a szerzői jogokat jelzi, nem szolgál a cikkben szereplő információk forrásmegjelöléseként.